# Félix Wawrzeniak
Félix Wawrzeniak (Papanduva,  – Papanduva, 15 de julho de 2015) foi um político brasileiro.
Foi prefeito de Papanduva de 1 de fevereiro de 1983 a 31 de dezembro de 1988, eleito pelo Partido do Movimento Democrático Brasileiro (PMDB), e vice-prefeito do município de 1 de janeiro de 2001 a 31 de dezembro de 2004.

## Trajetória
De origem polonesa, a educação sempre foi prioridade na sua gestão, pois ele entendia que educando hoje, não será punido amanhã. Foi responsável pela construção de nada menos que 18 escolas rurais, todas em alvenaria, com direito a água encanada, coisa rara para as localidades do interior na época. Energia elétrica também eram poucas as localidades que possuíam; por esta razão, muitas vezes, as construções das escolas foram feita à luz de vela, quando as obras eram executadas à noite.
Durante a sua gestão foi reformada a sede da prefeitura, instalando-se o fórum no piso superior, e foi ele quem trouxe a comarca de Papanduva.
É considerado o prefeito que mais pavimentou ruas na cidade. Foram calçadas a Rua Sérgio Glevinski, o acesso a Avenida Papa João XXIII, além de inúmeras outras ruas.
Na área da saúde, o governo Félix mantinha convênio com o Hospital São Sebastião para atendimento aos indigentes, e firmou parceria com o Centrinho de Bauru, no estado de São Paulo, hospital referência no tratamento para portadores de lábio leporino.
Foi também na gestão de Félix que as empresas Lynel Indústria Têxtil e Confecções Luciane foram instaladas em Papanduva, e o Estádio Municipal recebeu iluminação e vestiários.